# Rodney Buford
Pour les articles homonymes, voir Buford.
Rodney Buford, né le 2 novembre 1977 à Milwaukee au Wisconsin, est un ancien joueur américain de basket-ball. Il évolue aux postes d'arrière et d'ailier.

## Palmarès
- Champion de Grèce 2003
- Coupe de Grèce 2003
- Champion d'Ukraine 2006, 2008
- Coupe d'Ukraine 2006, 2008
- Ligue nationale de basketball du Canada 2012, 2013
- 6ème homme de l'année de la NBL 2013